# 阿利昆
阿利昆，是西班牙安达卢西亚自治区阿尔梅里亚省的一个市镇。 总面积6km2, 总人口237人（2001年），人口密度40人/km2。